# Reprezentacja Hiszpanii w Pucharze Gordona Bennetta
W zawodach balonów wolnych o Puchar Gordona Bennetta poszczególne kraje mogą reprezentować maksymalnie trzy zespoły składające się z dwóch osób. Po raz pierwszy udział załogi z Hiszpanii miał miejsce podczas I zawodów rozegranych w 1906 roku.

## Historia
Do XXIV zawodów rozegranych w 1936 roku została zgłoszona załoga hiszpańska w składzie Antonio Nunez i Jose Rocha na balonie 14 de Abril. Jednak ani balon, ani zawodnicy nie przyjechali do Warszawy. Ponieważ nie wycofano ich z zawodów, zostali uwzględnieni podczas losowania kolejności startu. 29 sierpnia o 17.30 do kierownictwa zawodów zadzwoniono z Madrytu podając informację, że rozmowa telefoniczna jest prowadzona z przedstawicielem hiszpańskiego Ministerstwa Spraw Zagranicznych. Podczas rozmowy tel. poproszono o wywieszenie podczas otwarcia zawodów hiszpańskiej flagi: czerwono-żółto-fioletowej.

## Wyniki
Osiągnięcia drużyn w poszczególnych zawodach pucharu
UWAGA:
Oznaczenie rekordu długości lotu oraz czasu przelotu zaznaczone jest następująco:
| REKORD |

| Edycja zawodów | Data       | Miejsce zawodów                 | Lokata | Załoga                                       | Balon             | Czas lotu [h]                            | Odległość [km]                           |
| -------------- | ---------- | ------------------------------- | ------ | -------------------------------------------- | ----------------- | ---------------------------------------- | ---------------------------------------- |
| I              | 30.09.1906 | Paryż (Francja)                 | 6      | Capt. Alfredo Kindelán Duani, M. de la Horga | Montaner          | 11:45                                    | 315,00                                   |
| I              | 30.09.1906 | Paryż (Francja)                 | 8      | Lt. Emilio Herrera, Echagüre                 | AyAyAy            | 06:23                                    | 184,00                                   |
| I              | 30.09.1906 | Paryż (Francja)                 | 12     | Esteban Gutierrez de Salamanca, Juan Montojo | Norte             | 06:15                                    | 175,00                                   |
| III            | 11.10.1908 | Berlin (Niemcy)                 | 13     | Alfredo Kindelan y Duani, M. de la Horga     |                   | 28:12                                    | 310,00                                   |
| III            | 11.10.1908 | Berlin (Niemcy)                 | 17     | Emilio Herrera y Sotolongo                   |                   | 30:43                                    | 121,50                                   |
| III            | 11.10.1908 | Berlin (Niemcy)                 | -      | Juan Montojo, José Romero de Vejade          |                   | 38:00                                    | -                                        |
| X              | 18.09.1921 | Bruksela (Belgia)               | 9      | Eduardo Magdalena, J.La Llave                | Fernando Duro     |                                          | 558,00                                   |
| XI             | 06.08.1922 | Genewa (Szwajcaria)             | 18     | Martinez-Sanz, Tienda                        | Polar             | 7:33                                     | 189,40                                   |
| XI             | 06.08.1922 | Genewa (Szwajcaria)             | 19     | Eduardo Magdalena, De la Llave               | Fernando Duro     | 1:22                                     | 4,30                                     |
| XII            | 23.09.1923 | Bruksela (Belgia)               | 4      | Julio Guillén Tato, Manuel de la Sierra      | Hesperia          |                                          | 328,00                                   |
| XII            | 23.09.1923 | Bruksela (Belgia)               | 8      | Eduardo Magdalena, Baselga                   | Fernandez Duro    |                                          | 134,00                                   |
| XII            | 23.09.1923 | Bruksela (Belgia)               | 14     | Félix Gómez-Guillamón, Pedro Peñaranda Barea | Polar             |                                          | 34,00                                    |
| XIII           | 15.06.1924 | Bruksela (Belgia)               | 5      | R. Casas, Mr. J. Jaurequy                    | Espero            | 24:45                                    | 286,00                                   |
| XIII           | 15.06.1924 | Bruksela (Belgia)               | 9      | V. Balbas, E. Maldonado                      | Capitan Penaranda | 31:10                                    | 222,00                                   |
| XIII           | 15.06.1924 | Bruksela (Belgia)               | 13     | J. La Llave, E. Magdalena                    | Fernandez Duro    | 35:53                                    | 173,00                                   |
| XIV            | 07.06.1925 | Bruksela (Belgia)               | 12     | Joachim la Llave, Jose Alsando               | Fernandez Duro    |                                          | 213,00                                   |
| XIV            | 07.06.1925 | Bruksela (Belgia)               | 15     | Ed. Sussena, Andre Riveras                   | Captain Penaranda |                                          | 143,50                                   |
| XIV            | 07.06.1925 | Bruksela (Belgia)               | -      | Leon de la Rocha, Fortan Lobez Jesus         | Espero            | Po wylądowaniu w morzu zdyskwalifikowany | Po wylądowaniu w morzu zdyskwalifikowany |
| XV             | 30.05.1926 | Antwerpia (Belgia)              | 6      | mjr Benito Molas, Antonio Prados-Pena        | Capitan Penaranda |                                          | 153,00                                   |
| XV             | 30.05.1926 | Antwerpia (Belgia)              | -      | Aesandro Mas Gamindo, Jose Maria Ansaldo     | Fernandez Duro    | nie wystartował                          | nie wystartował                          |
| XVI            | 10.09.1927 | Detroit (USA)                   | 5      | mjr Enrice Maldonado, mjr Benito Molas       | Hispania          |                                          | 1038,00                                  |
| XX             | 25.09.1932 | Bazylea (Szwajcaria)            | 5      | Antonio Nunez, Francesco Carrasco            | 14 de Avril       | 24:53                                    | 1162,00                                  |
| 56             | 1.09.2012  | Ebnat-Kappel (Szwajcaria)       | 16     | Anulfo Gonzales, Angel Aguirre               | EC-LKU DIEGO      | 20:34                                    | 642,82                                   |
| 57             | 25.08.2013 | Grand Nancy-Tomblaine (Francja) | 4      | Anulfo Gonzales, Angel Aguirre               | EC-LKU Diego      | 28:49                                    | 688,45                                   |
| 58             | 29.08.2014 | Vichy (Francja)                 | 9      | Anulfo Gonzales, Angel Aguirre               | EC-MAK Kamaroti   | 39:57                                    | 809,76                                   |
| 59             | 28.08.2015 | Pau (Francja)                   | 4      | Anulfo Gonzalez, Angel Aguirre               | EC-MAK            | 43:42                                    | 2056,33                                  |
| 60             | 18.09.2016 | Gladbeck (Niemcy)               | 3      | Anulfo Gonzalez, Angel Aguirre               | EC-MAK            | 49:03                                    | 1585,91                                  |
| 61             | 08.09.2017 | Fribourg (Szwajcaria)           | 3      | Anulfo Gonzalez Redondo, Angel Aguirre Rial  |                   | 46:19                                    | 1334,24                                  |
| 63             | 13.09.2019 | Montbéliard (Francja)           | 7      | Angel Aguirre Rial, Anulfo Gonzalez Redondo  |                   | 83:07                                    | 1608,82                                  |
| 66             | 5.10.2023  | Albuquerque (Stany Zjednoczone) | 6      | Anulfo Gonzales, Angel Aguirre               | EC-MAK (KAMAROTÍ) | 57:51                                    | 1727,19                                  |
| 67             | 14.09.2024 | Münster (Niemcy)                | 13     | Anulfo González, Ángel Aguirre               | EC-MAK            | 48:44                                    | 1698,07                                  |